# دوارات طلائعية
الدوارات الحيوانية (الاسم العلمي:Dinozoa) هي تحت شعبة من الطلائعيات السناخية تتبع الشعيبة الماصات.

## التصنيف
- السوطيات الدوارة
  - الطحالب الدوارة
    - الطحالب الدوارة العارية
      - رتبة المتقوصريات
        - فصيلة المتقوصرات
          - جنس دوارة كارين

    - رتبة المغضونيات
      - فصيلة كييسات النار
        - أسرة العيظوماوات
          - جنس العيظومة